# 丁家桥站
丁家桥站，原名劝业会站，位于中华人民共和国江苏省南京市丁家桥附近（今东南大学医学院南大门外），是宁省铁路的车站。宁省铁路通车时本无此站，1910年6月，清政府在丁家桥举办南洋劝业会时，用库平银7700余两修建支线，并在会场门口设劝业会站，后来改名丁家桥站。1958年拆除。本站距三牌楼站1.3公里，距鼓楼站1.1公里。

## 车站结构
丁家桥站设2条站线。原有1条支线通往劝业会会场，后被拆除。